# Porella matongae
Porella matongae là một loài rêu tản trong họ Porellaceae. Loài này được (Herzog) E.W. Jones miêu tả khoa học lần đầu tiên năm 1963.